# 颱風尼伯特 (2003年)
颱風尼伯特（英語：Typhoon Nepartak），在菲律賓又名颱風翁（英語：Typhoon Weng），是個中等強度的熱帶氣旋，在2003年11月吹襲菲律宾中部和中华人民共和国南部的海南岛。11月11日，該系統在雅浦島和關島之間發發展成熱帶低氣壓，隨後向西移動並緩慢增強。11月12日中午，日本氣象廳將其命名為尼伯特，成為2003年太平洋颱風季第20個被命名的風暴。11月13日，尼伯特吹襲薩馬島並蹂躪該島國。多達400萬人斷電，交通陷入癱瘓；在風暴期間，超過5,000人被困在滯留港口的船上。據報導，菲律賓已有13人在風暴中喪生。
進入南海的開放水域後，尼伯特繼續增強，並轉向更偏西北方移動。在11月16日達到最高強度，10分鐘最大持續風速為每小時120公里，1分鐘風速則為每小時140公里。風暴稍微減弱後，在偏東引導氣流發現弱點並轉向北上，稍微增強並正面吹襲海南省西南部。在當地，暴雨和強風摧毀農作物、牲畜和數百所房屋，造成$1.97億（2003年美元）的損失。風暴在北部湾迅速減弱，並在靠近中國大陸時消散。

## 氣象歷史
尼伯特起源於一個雷暴活動強烈的地區，該地區與一個廣闊的低地表氣壓槽有關，在11月11日凌晨0時，它位於關島東南方約640公里處。儘管聯合颱風警報中心（JTWC）最初淡化熱帶氣旋發展的可能性，但由於風切變較弱，系統上空空氣適度發散，該系統開始成熟起來。晚上6時，日本氣象廳（JMA）將這個位於加罗林群岛雅浦島東北方的風暴歸類為熱帶低氣壓。聯合颱風警報中心在晚上8時半向該系統發布熱帶氣旋形成警報，並在11月12日中午12時將該系統指定為第二十五號熱帶低氣壓。該系統逐漸增強，開始快速向西移動並靠近菲律宾。
該低氣壓已到達高空大型反气旋的西南象限，使其能夠繼續增強。日本氣象廳和聯合颱風警報中心均在11月12日中午將該系統升級為熱帶風暴，日本氣象廳給予名稱尼伯特（Nepartak）。與此同時，氣旋進入菲律賓大氣地球物理和天文服務管理局（PAGASA）的責任範圍，該管理局將其命名為熱帶風暴翁。從氣象角度來看，風暴在逼近菲律賓中部時開始表現出外流的增加和對流的加深。11月13日下午4時左右，尼伯特在菲律賓薩馬島北部登陸，然後從東向西橫越該群島的其餘部分。。進入南海的氣旋短暫減弱，前進動力亦減弱，但隨著它轉向西北移動，很快又恢復其增強趨勢。此後不久（11月15日凌晨0時），聯合颱風警報中心將尼伯特進一步升級為颱風。
尼伯特在在北方中層高壓脊的引導氣流的帶動下繼續總體向西北偏西方移動，當天其風速維持不變。然而，隨著衛星圖像上的情況有所改善，風暴的強度稍微上升。聯合颱風警報中心估計在11月16日凌晨0時，風暴達到其首波最高強度，最大1分鐘持續風速為每小時140公里。當天晚上，日本氣象廳確定尼伯特的最大10分鐘風速達到每小時120公里，將其升級至颱風標準。氣旋開始從四周捲入乾空氣，對流開始減弱，導致風暴靠近海南岛時略有減弱。短波槽很快便切斷中層高壓脊的弱點，該弱點此前曾將尼伯特向南壓，使氣旋轉向北移並加強風暴的外流。到11月17日晚上，一個直徑約19公里的小型風眼特徵已經形成，翌日凌晨0時它移至海南省西南部近海。
氣旋的1分鐘風速再次增至每小時140公里，在11月18日凌晨0時達到第二波也是最後一波最高強度。然而，日本氣象廳仍將尼伯特維持在強烈熱帶風暴。聯合颱風警報中心表示，尼伯特在海南省沿海第二次登陸，然而日本氣象廳並無提及是次登陸，這意味著尼伯特的中心仍在北部湾上空。不管怎樣，氣旋的環流覆蓋海南島的大部分地區和北部灣，並覆蓋鄰近的越南，其前進速度也有所放緩。事實證明，與陸地的長期相互作用對風暴有害，它開始迅速崩潰。在最後一次增強後僅18小時，尼伯特的環流中心就已經外露，且再沒有相關的雷暴。系統轉向東北移動，它在11月19日早上同時被聯合颱風警報中心和日本氣象廳降級為熱帶低氣壓。晚上7時，尼伯特微弱的殘留低氣壓緩慢移至廣西北海市，在當地登陸並在不久後消散。

## 影響
風暴首次登陸時，就吹襲菲律賓中東部地區，帶來高達時速160公里的破壞性強風、強降雨和大浪。至少20個省份經歷不利或危險的天氣，最差的情況集中在薩馬島和馬斯巴特島。雖然建築和農作物損失有限，但當地基礎設施和交通遭受的損失最為嚴重。尼伯特的強風導致薩馬島、馬斯巴特島和附近的馬林杜克島完全停電，影響當地近400萬人口。許多學校關閉。風暴迫使近兩打往返該區的國內航班取消，至少120艘渡輪和其他船隻在马尼拉、比科爾和維薩亞斯地區四周的港口尋求庇護。這些船上有超過5,000人被困，直到船隻安全通行為止。截至11月15日，菲律賓已確認五人死亡，其中四人因電纜纜倒塌而觸電身亡。災難發生後，總統格洛丽亚·马卡帕加尔-阿罗约立即將援助沿海港口滯留乘客的作為首要任務。據菲律賓大氣地球物理和天文服務管理局在風暴後的報告中稱，共有13人死亡、五人下落不明、11人受傷。一份報紙報導稱，一艘機動船在風暴最猛烈時在塔尼翁海峡傾覆，11人獲救。另有消息來源還描述一艘載有至少13名倖存者和一名死者的船隻沉沒事件。目前尚不清楚這些報導是否涉及同一事件。
尼伯特對海南島造成廣泛破壞，包括對農場和建築物的破壞。島上大部分地區遭遇強風和暴雨，但這場風暴幫助緩解了近65年來最嚴重的夏季乾旱之一。由於危險，琼州海峡在11月16日至19日暫停通航。海南島至少172萬人受尼伯特影響，基礎設施受破壞，並阻礙工業發展。風暴導致礦山停止營運，72條高速公路暫時無法使用。農作物嚴重受損；64,000公顷的田地遭到破壞，糧食減產多達3,200噸。此外，400頭牲畜因颱風而走失。海南省約有800所房屋被毀，損失達$1.97億（2003年美元），並無人員死亡的報告。風暴過後，一頭體重超過500公斤的年輕雄性抹香鲸被沖上該島南岸东方市附近的海岸，不久後死亡。生物學家推測鯨魚的死亡可能與颱風有關，儘管這一點尚未得到證實。
當風暴在海南島開始減弱時，它已經差不多消散，因此對中国大陸幾乎沒有產生明顯的影響。在尼伯特逼近之前一周的北部灣沿海，越南遭遇傷亡慘重的水災，颱風最初引發人們對情況惡化的擔憂。官員們已做好準備，盡量減少潛在的惡化因素，而氣旋仍維持在較東的位置，足以避免對該國造成嚴重影響。

## 外部連結
- 日本氣象廳有關颱風尼伯特（0320）的一般資訊 （页面存档备份，存于），取自數位颱風網 （英語）
- 日本氣象廳有關颱風尼伯特（0320）的最佳路徑數據 （页面存档备份，存于） （日語）
- 日本氣象廳有關颱風尼伯特（0320）的最佳路徑數據（圖像） （页面存档备份，存于） （英語）
- 日本氣象廳的最佳路徑數據（文本） （页面存档备份，存于）
- 聯合颱風警報中心有關第二十五號颱風（尼伯特）的最佳路徑數據 （页面存档备份，存于） （英語）
- 美國海軍研究實驗室有關25W.尼伯特 （页面存档备份，存于）